# وليام نوردهاوس
وليام داوبني نوردهاوس (بالإنجليزية: William Nordhaus) (و. 31 مايو 1941)، هو اقتصادي أمريكي وأستاذ سترلينغ للاقتصاد في جامعة ييل، اشتهر لعمله في مجال النمذجة الاقتصادية وتغير المناخ. في 2018، فاز بالمشاركة مع بول رومر بجائزة نوبل في الاقتصاد. حاز نوردهاوس على جائزة نوبل «لدمجه تغير المناخ في تحليل الاقتصاد الكلي طويل المدى».

## التعليم والحياة العملية
حصل نوردهاوس على البكالوريوس والماجستير من جامعة ييل عام 1963 و1973، على التوالي، حيث كان عضواً في سكل أند بونز. كما يحمل شهادة من معهد الدراسات السياسية (1962) والدكتوراه من معهد ماساتشوستس للتكنولوجيا (1967). وهو عضو هيئة تدريس بجامعة ييل منذ عام 1967، كما كان عميداً من 1986-1988 ونائباً لرئيس الجامعة للمالية والإدارة من 1992-1993. كانت فترة عمادته للجامعة هي الأقصر في تاريخها. وهو عضو فريق بروكينغز للنشاط الاقتصادي منذ 1972. أثناء إدارة كارتر، من 1977-1979، كان نوردهاوس عضواً في مجلس المستشارين الاقتصاديين.
يعيش نوردهاوس في نيو هيفن، كنتيكت، برفقة زوجته باربرا، موظفة اجتماعية في مركز يل لدراسات الطفل.

## تكريمات

### أكاديمية علمية وهندسية
من بين تكريمات عدة، هو عضو في الأكاديمية الوطنية للعلوم وزميل مُنتخب في الأكاديمية الأمريكية للفنون والعلوم. وهو عضو أجنبي في الأكاديمية الملكية السويدية للعلوم الهندسية منذ 1999.

### الرابطة الاقتصادية الأمريكية
في 2004، أُختير نوردهاوس زميلاً متميزاً للرابطة الاقتصادية الأمركية، مع جورج شولتز ووليام أ. بروك. وأشار بيان الرابطة المصاحب إلى "موهبته في طرح أسئلة كبيرة حول قياس النمو الاقتصادي والرفاه، والتعامل معها برؤى بسيطة ولكنها مبتكرة، من بينها، عمله الرائد عن دورة العمل السياسية، طرق تستخدم بيانات حسابات الدخل الوطني لوضع التدابير الاقتصادية التي تعكس صحة أفضل، والزيادات في أوقات الفراغ ومتوسط العمر المتوقع، و"إنشاء نماذج اقتصادية وعلمية متكاملة لتحديد المسار الكفؤ للتعامل مع تغير المناخ". في 2013، أصبح نوردهاوس رئياً منتخباً للرابطة الاقتصادية الأمريكية.

### جائز نوبل للاقتصاد
في 2018 فاز نوردهاوس، بالمشاركة مع بول رومر، بجائزة نوبل للاقتصاد «لدمجه تغير المناخ في تحليل الاقتصاد الكلي طويل المدى».

## روابط خارجية
- وليام نوردهاوس على موقع مونزينجر (الألمانية)